# Seznam židovských památek v Ústeckém kraji
Toto je seznam židovských památek v Ústeckém kraji aktuální k roku 2011, ve kterém jsou uvedeny židovské památky v oblasti Ústeckého kraje.

## Seznam
Památky jsou řazeny podle abecedního pořadí „Místa“.
Vysvětlivky k tabulce
- Název – název článku na Wikipedii, abecedně dle místa, poklikem na nadpis lze třídit
- Obrázek – existující obrázek nahraný na Commons
- Místo – nejbližší město, obec nebo vesnice, v závorce GPS (poloha památky dle Global Positioning System, lze třídit
- Okres – okres, ve kterém se místo nachází, lze třídit
- Druh – druh památky (např. židovský hřbitov nebo synagoga), lze třídit
- Galerie Commons – odkaz na Commons na existující kategorii s fotografiemi
- Popis památky a přístup – název s podrobnostmi polohy, přístupnost pro návštěvu nebo informace, kde je možné si vypůjčit klíč, je-li památka zamknutá

| Název                                           | Obrázek                                         | Místo                                                 | Okres          | Druh             | Galerie Commons                                                            | Popis památky a přístup |
| ----------------------------------------------- | ----------------------------------------------- | ----------------------------------------------------- | -------------- | ---------------- | -------------------------------------------------------------------------- | --- |
| Synagoga v Bílencích                            | Synagoga Bílence                                | Bílence (50°25′25″ s. š., 13°30′23″ v. d.)            | Chomutov       | synagoga         |                                                                            | Bývalá synagoga z 1. poloviny 19. století se Bílencích nachází JV od návsi. Dnes používána jako obytný dům. |
| Židovský hřbitov v Bílencích                    |                                                 | Bílence                                               | Chomutov       | židovský hřbitov |                                                                            | Židovský hřbitov z roku 1846 existoval na severním okraji obce Bílence. Během druhé světové války byl beze zbytku zničen nacisty. Zbytky náhrobků jsou povalené na louce SVV od obce, některé jsou použité v zahradách. |
| Synagoga v Bílině                               | Synagoga Bílina                                 | Bílina (50°33′3″ s. š., 13°46′34″ v. d.)              | Teplice        | synagoga         | Kategorie „Synagogue in Bílina“ na Wikimedia Commons                       | Synagoga ve městě Bílina v Teplické ulici čp. 116 vznikla v roce 1895 přestavbou z obytného domu. Po druhé světové válce byla přestavěna a opětovně se využívá k obytným účelům. |
| Židovský hřbitov v Bílině                       | ŽH Bílina                                       | Bílina (50°32′48″ s. š., 13°46′ v. d.)                | Teplice        | židovský hřbitov | Kategorie „Jewish cemetery in Bílina“ na Wikimedia Commons                 | Židovský hřbitov v Bílině z roku 1891 je přístupný přes komunální hřbitov v Mostecké ulici. Čítá několik desítek náhrobků a je veřejnosti nepřístupný. |
| Synagoga v Budyni nad Ohří                      | Synagoga Budyně nad Ohří                        | Budyně nad Ohří (50°24′24″ s. š., 14°7′36″ v. d.)     | Litoměřice     | synagoga         | Kategorie „Synagogue in Budyně nad Ohří“ na Wikimedia Commons              | Pozdně klasicistní synagoga ve městě Budyně nad Ohří pochází z 1. poloviny 18. století a v minulosti byla její fasáda vyvedena v pozdně rokokovém slohu. Dnes slouží jako skladiště a je kulturní památkou ČR. |
| Židovský hřbitov v Budyni nad Ohří              | ŽH Budyně nad Ohří                              | Budyně nad Ohří (50°23′50″ s. š., 14°8′6″ v. d.)      | Litoměřice     | židovský hřbitov | Kategorie „Jewish cemetery in Budyně nad Ohří“ na Wikimedia Commons        | Židovský hřbitov u města Budyně nad Ohří z konce 18. století je v poli napravo od silnice do Vrbky. Součástí je novorománská obřadní síň s dochovanou iluzivní výmalbou. Hřbitov je uzamčen. |
| Synagoga v Čeradicích                           |                                                 | Čeradice                                              | Louny          | synagoga         |                                                                            | Přízemní stavba z poloviny 19. století po první světové válce adaptována nejprve na obecní úřad, následně na obytný dům a nakonec v roce 1950 zbořena. Do dnešní doby se dochovalo jen torzo. |
| Židovský hřbitov v Čeradicích                   |                                                 | Čeradice (50°19′20″ s. š., 13°28′50″ v. d.)           | Louny          | židovský hřbitov |                                                                            | Židovský hřbitov z roku 1837 se nachází 1 km SSZ od obce Čeradice v lese v údolí potoka Liboc. V minulosti byla součástí márnice. |
| Židovský hřbitov v Čížkovicích                  |                                                 | Čížkovice (50°29′34″ s. š., 14°1′16″ v. d.)           | Litoměřice     | židovský hřbitov |                                                                            | Židovský hřbitov z roku 1800 se nachází SSZ od obce Čížkovice, nalevo od silnice na Lovosice. Hřbitov byl silně zdevastován, od roku 2005 probíhá rekonstrukce. |
| Synagoga v Děčíně                               | Synagoga Děčín                                  | Děčín (50°46′34″ s. š., 14°11′50″ v. d.)              | Děčín          | synagoga         | Kategorie „Synagogue in Podmokly (Děčín)“ na Wikimedia Commons             | Orientálně-secesní synagoga v Děčíně z roku 1907 se nachází ve čtvrti Podmokly na nároží ulic Žižkova a Resslova. Během druhé světové války byla zpustošena, od 60. let v ní sídlil archiv, později chátrala. V 90. letech prošla kompletní rekonstrukcí. Je činná a využívá ji místní židovská obec. |
| Starý židovský hřbitov v Děčíně                 |                                                 | Děčín                                                 | Děčín          | židovský hřbitov |                                                                            | Zaniklý starý židovský hřbitov z konce 19. století se nacházel v městské části Rozbělesy. Během druhé světové války byl poškozen a následně v roce 1952 zlikvidován. Náhrobky byly přeneseny na nový židovský hřbitov. |
| Nový židovský hřbitov v Děčíně                  |                                                 | Děčín                                                 | Děčín          | židovský hřbitov |                                                                            | Zaniklý nový židovský hřbitov byl založen v městské části Folknáře v souvislosti s likvidací starého hřbitova. Zrušen byl bez náhrady v roce 1970. |
| Židovský hřbitov v Drahonicích                  | ŽH Drahonice                                    | Drahonice (50°8′38″ s. š., 13°21′5″ v. d.)            | Louny          | židovský hřbitov | Kategorie „Jewish cemetery in Drahonice (Lubenec)“ na Wikimedia Commons    | Židovský hřbitov údajně z 16. století leží u vesnice Drahonice v remízku v polích. Čítá na sto náhrobků a je volně přístupný. |
| Synagoga v Horních Beřkovicích                  |                                                 | Horní Beřkovice (50°21′29″ s. š., 14°20′43″ v. d.)    | Litoměřice     | synagoga         |                                                                            | Zaniklá synagoga v obci Horní Beřkovice stávala na pozemku u čp. 5 v ulici K rybníku. Po roce 1910 přestavěna na obytný dům. |
| Židovský hřbitov v Hořenci                      |                                                 | Hořenec (?50°24′53″ s. š., 13°29′21″ v. d.?)          | Chomutov       | židovský hřbitov |                                                                            | Židovský hřbitov neznámého stáří v Hořenci byl během druhé světové války a během období socialismu zdevastován. Dochovala se torza tří náhrobků a památník u hromadného hrobu obětí pochodu smrti z jara 1945. |
| Židovský hřbitov u Hřivčic                      | Židovský hřibitov u Hřivčic                     | Hřivčice (50°19′29″ s. š., 13°55′15″ v. d.)           | Louny          | židovský hřbitov |                                                                            | Židovský hřbitov u vesnice Hřivčice; založen cca 1698, se nachází asi 500m od místního občanského hřbitova. Dochovala se zde řada cenných barokních a klasicistních náhrobků. Hřbitov je udržován Spolkem na obnovu židovských památek na Perucku a nachází se na něm památník obětem Šoa IN MEMORIAM. V jeho jižní části stojí zrekonstruovaný pozůstatek márnice. |
| Synagoga na Hříškově                            | Synagoga Hříškov                                | Hříškov (50°17′29″ s. š., 13°51′51″ v. d.)            | Louny          | synagoga         |                                                                            | Bývalá synagoga v obci Hříškov se nacházela poblíž návsi. Před II. světovou válkou byla již značně zchátralá. Zbourána byla však až v 50. letech 20. století. |
| Dům Rosenbaum na Peruci                         | Dům Rosenbaum Peruc                             | Peruc (50°20′42″ s. š., 13°57′40″ v. d.)              | Louny          | židovský dům     |                                                                            | Před domem perucké židovské rodiny Rosenbaum jsou umístěny 3 památné kameny zmizelých připomínající odkaz zavražděných peruckých občanů během holocaustu Heleny, Pavla a Ivo Rosenbauma. Přeživší Kamila Rosenbaumová byla členkou Osvobozeného divadla a choreografkou dětské opery Brundibár. Ke slavnostnímu položení kamenů došlo 7. června 2015. |
| Památník obětem holocaustu z Peruce IN MEMORIAM | Památník obětem holocaustu z Peruce IN MEMORIAM | Peruc (50°19′29″ s. š., 13°55′15″ v. d.)              | Louny          | památník         |                                                                            | Pámátník obětem holocaustu z Peruce IN MEMORIAM, který se nachází na Židovském hřbitovu u Hřivčic. |
| Synagoga v Chomutově                            | Synagoga Chomutov                               | Chomutov (50°27′48″ s. š., 13°25′11″ v. d.)           | Chomutov       | synagoga         | Kategorie „Synagogue in Chomutov“ na Wikimedia Commons                     | Zaniklá novorománská synagoga v Chomutově stávala na rohu dnešních ulic Mostecké a Karla Buriana. Byla vypálená během křišťálové noci a později zbořena. Na jejím místě stojí obytný dům a nic ji nepřipomíná. |
| Židovský hřbitov v Chomutově                    |                                                 | Chomutov (50°26′57″ s. š., 13°24′32″ v. d.)           | Chomutov       | židovský hřbitov |                                                                            | Židovský hřbitov v Chomutově z roku 1892 se nachází u jižního konce Beethovenovy ulice. V minulosti byla součástí pohřební synagoga a dům správce hřbitova. Koncem 80. let byl hřbitov změněn na park. V 90. letech byl pro koncentraci sociálně patologických jevů uzamčen a otevření se dočkal po rekonstrukci v roce 2008. Součástí je pamětní deska a pomník. |
| Synagoga v Jirkově                              | Synagoga Jirkov                                 | Jirkov (50°30′5″ s. š., 13°27′7″ v. d.)               | Chomutov       | synagoga         |                                                                            | Bývalá klasicistní synagoga ve městě Jirkov se nachází v ulici 5. května na východ od náměstí Dr. Beneše. Po druhé světové válce sloužila jako sklad, dnes jako sběrna odpadů. V blízkosti stojí i původní židovské domy čp. 250 a 251 s původními prvky výzdoby. |
| Židovské hřbitovy v Kadani                      |                                                 | Kadaň                                                 | Chomutov       | židovský hřbitov |                                                                            | Židovské hřbitovy se v Kadani postupně nacházely tři, z nichž nejstarší pocházel z 16. století. Do dnešní doby se nedochoval žádný ze hřbitovů. Plocha třetího hřbitova, který byl součástí městského hřbitova, je od jeho zničení nacisty druhotně používána k pohřbívání. |
| Synagoga v Letově                               |                                                 | Letov                                                 | Louny          | synagoga         |                                                                            | Zaniklá synagoga postavená před rokem 1840 byla v druhé polovině 19. století přestavěna v novorománském slohu. O zhruba deset let později byla opuštěna a nedlouho poté zbořena. |
| Židovský hřbitov v Letově                       | ŽH Letov                                        | Letov (50°13′40″ s. š., 13°27′3″ v. d.)               | Louny          | židovský hřbitov | Kategorie „Jewish cemetery in Letov“ na Wikimedia Commons                  | Židovský hřbitov z 1. poloviny 18. století se nachází JV od Letova (místní část města Podbořany), v remízku v polích při polní cestě k Blšanům. Zajímavostí jsou náhrobní kameny vyrobené z místního červeného pískovce. Je volně přístupný. |
| Synagoga v Liběšicích                           | Synagoga Liběšice                               | Liběšice (50°17′29″ s. š., 13°37′20″ v. d.)           | Louny          | synagoga         |                                                                            | Synagoga z 18. století se nachází v jižní části obce Liběšice ve dvoře čp. 15. Počátkem 21. století byl zbořen modlitební sál, zbytek stavby je využíván jako stodola. |
| Nový židovský hřbitov v Liběšicích              | ŽH Liběšice                                     | Liběšice (50°17′36″ s. š., 13°38′13″ v. d.)           | Louny          | židovský hřbitov |                                                                            | Nový židovský hřbitov z roku 1897 se nachází východně od Liběšic a je přístupný po silnici vedoucí SV na Dubčany a pak na JV k Tuchořicím. Hřbitov je neudržovaný, poničený a dochovalo se pouze sedm náhrobků a ruiny dvou hrobnických domků se zbytky maurských oken. |
| Starý židovský hřbitov v Liběšicích             | ŽH Liběšice                                     | Liběšice (50°17′15″ s. š., 13°37′58″ v. d.)           | Louny          | židovský hřbitov |                                                                            | Starý židovský hřbitov z 18. století se nachází JV od Liběšic a je přístupný po polní cestě vedoucí z ulice kolem hřbitova dále na JV podél potoka. Součástí je několik desítek klasicistních a barokních náhrobků. Je volně přístupný. |
| Synagoga v Libochovicích                        | Místo někdejší synagogy v Libochovicích         | Libochovice                                           | Litoměřice     | synagoga         | Kategorie „Synagogue in Libochovice“ na Wikimedia Commons                  | Synagogy existovaly v Libochovicích celkem dvě, postupně však stály na stejném místě. Stará pocházela z poloviny 17. století, nová z poloviny 18. století. K bohoslužebným účelům byla využívána do druhé světové války, poté jako skladiště a chlév. Zchátralá budova byla zbořena v roce 1985. |
| Židovský hřbitov v Libochovicích                | ŽH Libochovice                                  | Libochovice (50°24′30″ s. š., 14°1′56″ v. d.)         | Litoměřice     | židovský hřbitov | Kategorie „Jewish cemetery in Libochovice“ na Wikimedia Commons            | Židovský hřbitov z konce 16. století leží u města Libochovice nalevo od silnice na Klapý. Stará se o něj Společnost pro obnovu židovského hřbitova v Libochovicích. Dochovalo se na 550 náhrobků (barokních, renesančních a novodobých). Hřbitov byl na počátku 21. století rekonstruován. Je kulturní památkou ČR. Je volně přístupný. |
| Židovský hřbitov v Litoměřicích                 | ŽH Litoměřice                                   | Litoměřice (50°32′3″ s. š., 14°7′3″ v. d.)            | Litoměřice     | židovský hřbitov | Kategorie „Jewish cemetery in Litoměřice“ na Wikimedia Commons             | Židovský hřbitov je situován v JV části Litoměřic v severní části městského hřbitova v Žernosecké ulici. Čítá na 50 náhrobků a součástí je památník obětem holocaustu. |
| Synagoga v Lounech                              | Synagoga Louny                                  | Louny (50°21′27″ s. š., 13°47′59″ v. d.)              | Louny          | synagoga         | Kategorie „Synagogue in Louny“ na Wikimedia Commons                        | Pseudomaurská synagoga s novorománskými prvky stojí v Hilbertově ulici čp. 70 ve městě Louny, cca 200 m východně od Mírového náměstí. Během druhé světové války bylo v synagoze zřízeno muzeum, od roku 1967 slouží jako depozitář Státního okresního archivu města Louny. Vybavení se nedochovalo. |
| Židovský hřbitov v Lounech                      | ŽH Louny                                        | Louny (50°21′10″ s. š., 13°48′15″ v. d.)              | Louny          | židovský hřbitov | Kategorie „Jewish cemetery in Louny“ na Wikimedia Commons                  | V pořadí třetí lounský židovský hřbitov se nachází při Jungmannově ulici. Pochází z roku 1874 a čítá na 250 náhrobků. Součástí je renovovaná obřadní síň v červenobílé barvě s maurskými slohovými prvky. Přímo sousedí s městským hřbitovem v Rakovnické ulici. |
| Židovský hřbitov v Lovosicích                   | ŽH Lovosice                                     | Lovosice (50°31′5″ s. š., 14°2′24″ v. d.)             | Litoměřice     | židovský hřbitov | Kategorie „Jewish cemetery in Lovosice“ na Wikimedia Commons               | Nový židovský hřbitov v Lovosicích z roku 1872 je součástí městského hřbitova v Teplické ulici. Dochovalo se pět náhrobků a novorománská obřadní síň sloužící potřebám městského hřbitova. |
| Židovský hřbitov v Mašťově                      | ŽH Mašťov                                       | Mašťov (50°16′2″ s. š., 13°16′24″ v. d.)              | Chomutov       | židovský hřbitov | Kategorie „Jewish cemetery in Mašťov“ na Wikimedia Commons                 | Židovský hřbitov z 15. století se nachází 750 m SZ od města Mašťov na severním kraji remízku uprostřed polí. Čítá na 170 náhrobků z 18. století. Během druhé světové války byl poškozen a část náhrobků byla přenesena na nový židovský hřbitov v Teplicích. Hřbitov je volně přístupný. |
| Nová synagoga v Měcholupech                     |                                                 | Měcholupy (50°16′9″ s. š., 13°32′9″ v. d.)            | Louny          | synagoga         |                                                                            | Nová synagoga z 19. století se v Měcholupech nachází na severu obce v domě čp. 164, při silnici na Radíčeves. Po druhé světové válce byla přestavěna na obytný dům a má zachovalý výrazný profilový štít napodobující tvary selského baroka. |
| Stará synagoga v Měcholupech                    |                                                 | Měcholupy (50°16′ s. š., 13°32′2″ v. d.)              | Louny          | synagoga         |                                                                            | Stará synagoga se v Měcholupech nachází na západě obce v domě čp. 100, při železniční trati. Opuko-cihlová stavba neznámého stáří je využívána jako stodola. |
| Židovský hřbitov v Měcholupech                  |                                                 | Měcholupy (50°15′17″ s. š., 13°33′21″ v. d.)          | Louny          | židovský hřbitov |                                                                            | Židovský hřbitov z roku 1857 leží u obce Měcholupy, vpravo při silnici před odbočkou na Želeč. Byl silně zdevastován během druhé světové války a dochovalo se tak jen 30 náhrobků. Je opuštěný, zanedbaný a volně přístupný. |
| Židovský hřbitov v Podbořanském Rohozci         | ŽH Podbořanský Rohozec                          | Podbořanský Rohozec (50°12′55″ s. š., 13°16′3″ v. d.) | Louny          | židovský hřbitov | Kategorie „Jewish cemetery in Podbořanský Rohozec“ na Wikimedia Commons    | Židovský hřbitov z roku 1856 se nachází asi 300 metrů východně od obce Podbořanský Rohozec mezi po ulicí vedoucí na východ od návsi a Rohozeckým potokem. Byl zdevastován během druhé světové války i za dob socialismu. Většina náhrobků je povalena a z obřadní síně v jižní části hřbitova se dochovaly jen ruiny. |
| Synagoga hřbitov v Podbořanech                  |                                                 | Podbořany (50°13′42″ s. š., 13°24′51″ v. d.)          | Louny          | synagoga         |                                                                            | Novorománská synagoga z let 1873 až 1874 se nacházela 200 metrů východně od centra Podbořan v ulici Antonína Dvořáku. V roce 1938 bylo její vybavení zničeno nacisty a o deset let později byla synagoga ze dvou třetin zbořena. Na jejím místě byly postaveny garáže a zbývající část byla začleněna do sousedního domu čp. 201. |
| Židovský hřbitov v Podbořanech                  |                                                 | Podbořany (50°13′ s. š., 13°26′5″ v. d.)              | Louny          | židovský hřbitov |                                                                            | Židovský hřbitov z roku 1889 se u města Podbořany nachází po levé straně silnice napůl cesty k Očihovu. Hřbitov byl zdevastován nacisty během druhé světové války, kteří z něj odvezli většinu náhrobků. Do dnešní doby se jich dochovalo jen šest povalených. Kolem hřbitova vede poničená zeď z červeného pískovce. |
| Židovský hřbitov v Radouni                      | ŽH Radouň                                       | Radouň (50°28′58″ s. š., 14°23′28″ v. d.)             | Litoměřice     | židovský hřbitov | Kategorie „Jewish cemetery in Radouň“ na Wikimedia Commons                 | Židovský hřbitov z roku 1789 se nachází SZ od vsi Radouň a je přístupný po polní cestě z uličky vedoucí SSZ od kostela. Svého času sloužil pro pohřby židů z širokého okolí. Čítá na 200 náhrobků různého stáří a stylu. Součástí je rekonstruovaná osmiboká obřadní síň. Hřbitov je uzamčený. |
| Synagoga v Roudnici nad Labem                   | Synagoga Roudnice nad Labem                     | Roudnice nad Labem (50°25′39″ s. š., 14°15′16″ v. d.) | Litoměřice     | synagoga         | 1F                                                                         | Bývalá novorománská synagoga z let 1852 až 1853 se v Roudnici nad Labem nachází v Havlíčkově ulici v domě čp. 273. Po druhé světové válce byla přestavěna, při čemž byl hlavní sál rozdělen na dvě patra. Vybavení se nedochovalo, stejně jako většina zdobných prvků na budově. |
| Starý židovský hřbitov v Roudnici nad Labem     | ŽH Roudnice nad Labem 2                         | Roudnice nad Labem (50°25′37″ s. š., 14°14′57″ v. d.) | Litoměřice     | židovský hřbitov | Kategorie „Old Jewish cemetery in Roudnice nad Labem“ na Wikimedia Commons | Starý židovský hřbitov z roku 1613 se v Roudnici nad Labem nachází v Třebízského ulici. Čítá na 1700 náhrobních kamenů – řada z nich jsou cenné náhrobky barokního, renesančního a klasicistního slohu. Nejstarší, z roku 1611, pochází ze zaniklého středověkého hřbitova. V severní části jsou pohřbeny oběti pogromů. V 90. letech byl hřbitov rekonstruován a je kulturní památkou. Je volně přístupný z nově zbudovaného prostranství ve Farského ulici.                       |
| Nový židovský hřbitov v Roudnici nad Labem      | ŽH Roudnice nad Labem 1                         | Roudnice nad Labem (50°25′37″ s. š., 14°14′16″ v. d.) | Litoměřice     | židovský hřbitov | Kategorie „New Jewish cemetery in Roudnice nad Labem“ na Wikimedia Commons | Nový židovský hřbitov z roku 1890 se v Roudnici nad Labem nachází naproti městskému hřbitovu v ulici U Hřbitova. Založen byl po vyčerpání kapacity starého hřbitova. Za dob socialismu byl hřbitov zdevastován a náhrobní kameny z většiny rozkradeny (dochovalo se jich 10) a použity jako stavební materiál. V 90. letech byla opravena obvodní zeď. Od roku 2002 probíhá rekonstrukce hřbitova. Hřbitov je uzamčený.                                                             |
| Židovský hřbitov v Sobědruhách                  | ŽH Sobědruhy                                    | Sobědruhy (50°39′35″ s. š., 13°51′5″ v. d.)           | Teplice        | židovský hřbitov | Kategorie „Jewish cemetery in Sobědruhy“ na Wikimedia Commons              | Židovský hřbitov z roku 1669 byl až do roku se nachází v Sobědruhách (místní část města Teplice). Do roku 1751 zde byli pohřbíváni židé z Drážďan. Za dob socialismu byl devastován, náhrobní kameny byly prodávány jako stavební materiál. Do dnešní doby se dochovalo na 200 náhrobních kamenů, často cenných barokních stél. Počátkem 21. století byl hřbitov rekonstruován. Je volně přístupný a je kulturní památkou.                                                          |
| Židovský hřbitov v Souši                        | ŽH Most                                         | Souš (50°31′21″ s. š., 13°37′41″ v. d.)               | Most           | židovský hřbitov | Kategorie „Jewish cemetery in Souš“ na Wikimedia Commons                   | Židovský hřbitov z roku 1878 se nachází v bývalé obci Souš (část města Most). Dochovaly se náhrobní kameny z let 1879 až 1970, jde o moderní náhrobky a jednoduché kvadrátní stély. Součástí je rozlehlá obřadní síň a byt hrobníka. V 90. letech prošel hřbitov rekonstrukcí. Od roku 1996 je kulturní památkou. |
| Synagoga v Širokých Třebčicích                  |                                                 | Široké Třebčice (50°16′52″ s. š., 13°23′5″ v. d.)     | Chomutov       | synagoga         |                                                                            | Bývalá synagoga z roku 1848 se v Širokých Třebčicích nachází severně od návsi. V roce 1935 byla zbořena horní část budovy a zůstaly pouze obvodové zdi. Vnitřní část někdejší stavby je používána jako dvorek. |
| Židovský hřbitov v Širokých Třebčicích          |                                                 | Široké Třebčice (50°16′55″ s. š., 13°23′57″ v. d.)    | Chomutov       | židovský hřbitov |                                                                            | Židovský hřbitov se Širokých Třebčicích nachází asi kilometr východně od návsi v polích. Založen měl být v 15. století, nejstarší zmínka je z 18. století. Dochovalo se na 100 náhrobků (část odvezena nacisty). Během druhé světové války a za dob socialismu byl hřbitov poničen. |
| Nová synagoga v Teplicích                       | Synagoga Teplice                                | Teplice (50°38′30″ s. š., 13°49′58″ v. d.)            | Teplice        | synagoga         | Kategorie „Synagogues in Teplice“ na Wikimedia Commons                     | Zaniklá nová synagoga z let 1880 až 1882 stávala v Teplicích mezi ulicemi Chelčického a Hálkovou. Byla postavena dle návrhu W. Stiassneho v kombinaci novorenesančního a maurského slohu. Svého času (do dokončení Velké synagogy v Plzni) byla největší synagogou v Čechách. V březnu 1939 ji vypálili nacisté a posléze byla zbořena. Nedaleko místa, kde stála, je umístěn památník, který ji připomíná.                                                                         |
| Stará synagoga v Teplicích                      |                                                 | Teplice                                               | Teplice        | synagoga         |                                                                            | Zaniklá stará synagoga z 16. století se nacházela v jižní části teplického ghetta. Při přestavbě v 19. století získala klasicistní podobu. Po dokončení nové synagogy sloužila jako sklad a během První republiky jako ortodoxní synagoga. Byla zbořena po druhé světové válce v rámci likvidace teplického ghetta. |
| Starý židovský hřbitov v Teplicích              | ŽH Teplice                                      | Teplice                                               | Teplice        | židovský hřbitov | Kategorie „Old Jewish cemetery in Teplice“ na Wikimedia Commons            | Zaniklý starý židovský hřbitov z roku 1669 se nacházel na vrchu Judenberg. Pohřbívalo se na něm až do roku 1862, kdy byl založen hřbitov nový. V té době čítal přes 900 stél – velmi cenných renesančních a barokních náhrobků. Hřbitov byl beze zbytku zničen nacisty během druhé světové války. |
| Nový židovský hřbitov v Teplicích               | ŽH Teplice                                      | Teplice (50°38′36″ s. š., 13°48′48″ v. d.)            | Teplice        | židovský hřbitov | Kategorie „New Jewish cemetery in Teplice“ na Wikimedia Commons            | Nový židovský hřbitov z roku 1862 se v Teplicích nachází v sousedství městského hřbitova a je přístupný ze Hřbitovní ulice. Čítá kolem 3500 náhrobků, mezi nimiž je řada cenných historizujících hrobek a náhrobních kamenů. Unikátní je hrob typu tumba z roku 1936. Hřbitov byl poničen během druhé světové války. V letech 2001 až 2010 byl rekonstruován. Je kulturní památkou a stále se na něm pohřbívá.                                                                      |
| Židovský hřbitov v Terezíně                     | ŽH Terezín                                      | Terezín (50°30′10″ s. š., 14°9′14″ v. d.)             | Litoměřice     | židovský hřbitov | Kategorie „Jewish cemetery in Theresienstadt“ na Wikimedia Commons         | Hřbitov ghetta se v Terezíně nachází 800 metrů od náměstí a sousedí s městským hřbitovem (má vlastní židovská oddělení). Od prosince 1941 do října 1942 (později byli mrtví zpopelňováni) sem nacisté pohřbívali zemřelé vězně z ghetta koncentračního tábora Terezín. Celkem je zde pohřbeno 9 tisíc (podle některých zdrojů až 13 tisíc) osob v 1250 jednotlivých a 217 hromadných hrobech. V roce 1975 byl hřbitov jednotně upraven a byla instalována skulptura kamenné menory. |
| Národní hřbitov Terezín                         | ŽH Terezín                                      | Terezín (50°30′47″ s. š., 14°9′45″ v. d.)             | Litoměřice     | židovský hřbitov | Kategorie „National cemetery in Theresienstadt“ na Wikimedia Commons       | Národní hřbitov byl v Terezíně založen po druhé světové válce před Malou pevností. Jsou zde pohřbeny exhumované ostatky vězňů z hromadných hrobů v Terezíně, Litoměřicích, Lovosicích a popel zemřelých z terzínského ghetta. Celkem je na národním hřbitově pohřbeno na 10 tisíc obětí (některé zdroje uvádí až 26 tisíc), z nichž mnozí byli židé. |
| Synagoga v Terezíně                             | Synagoga v Terezíně                             | Terezín                                               | Litoměřice     | synagoga         | 1F                                                                         | Ve dvoře obytného domu v Dlouhé ulici č. 17, jako vedlejší přístavek sloužila jako kůlna. Deportovaný Arthur Berlinger z německého Schweinfurtu synagogu roku 1943 vyzdobil a byl jejím kantorem. Roku 2002 zatopena. |
| Synagoga v Třebívlicích                         | Synagoga Třebívlice                             | Třebívlice (50°27′23″ s. š., 13°54′8″ v. d.)          | Litoměřice     | synagoga         | Kategorie „Synagogue in Třebívlice“ na Wikimedia Commons                   | Novorománská synagoga z roku 1860 byla v Třebívlicích postavena na místě starší synagogy. Od roku 1927 ji využívala Církev československá husitská, od 90. let je opuštěná. |
| Židovský hřbitov v Třebívlicích                 | ŽH Třebívlice                                   | Třebívlice (50°27′47″ s. š., 13°54′48″ v. d.)         | Litoměřice     | židovský hřbitov | Kategorie „Jewish cemetery in Třebívlice“ na Wikimedia Commons             | Židovský hřbitov z roku 1867 se nachází asi kilometr severovýchodně od Třebívlic, v remízku ve vinicích s přístupem možným pouze po dohodě s firmou, jež vinice vlastní. Čítá na sto většinou poničených náhrobních kamenů. |
| Nový židovský hřbitov v Údlicích                | ŽH Údlice                                       | Údlice (50°26′36″ s. š., 13°27′44″ v. d.)             | Chomutov       | židovský hřbitov | Kategorie „Jewish cemetery in Údlice“ na Wikimedia Commons                 | Nový židovský hřbitov z roku 1864 se v Údlicích nachází cca 400 metrů severně od obecního úřadu, v poli na konci cesty lemované stromy. Dochovalo se 16 náhrobků a poničený památník obětem holocaustu. Hřbitov byl zdevastován za druhé světové války a v minulém režimu. Je volně přístupný. |
| Starý židovský hřbitov v Údlicích               |                                                 | Údlice                                                | Chomutov       | židovský hřbitov |                                                                            | Zaniklý starý židovský hřbitov z 16. století se nacházel v severovýchodní části obce Údlice. Během války byl zlikvidován nacisty, kteří použili náhrobky jako dlažební kámen. Dnes je plocha někdejšího hřbitova rozdělena na dvorky a zahrádky. Do dnešní doby se dochovaly pouze ohradní zdi a márnice, která je využívána jako stodola. |
| Synagoga v Ústí nad Labem                       | Synagoga Ústí nad Labem                         | Ústí nad Labem (50°39′30″ s. š., 14°2′20″ v. d.)      | Ústí nad Labem | synagoga         | 1F                                                                         | Zaniklá orientální synagoga z roku 1880 se nacházela v centru Ústí nad Labem v ulici Malá Hradební. V prosinci 1938 byla vypálena nacisty a během války bylo v přízemí zbudováno řeznické učiliště. Ke konci války byla poničena spojeneckým bombardováním a stržena. Dnes stojí na jejím místě obchodní centrum Forum. |
| Starý židovský hřbitov v Ústí nad Labem         | Starý židovský hřbitov Ústí nad Labem           | Ústí nad Labem (50°39′57″ s. š., 14°1′42″ v. d.)      | Ústí nad Labem | židovský hřbitov | Kategorie „Old Jewish cemetery in Ústí nad Labem“ na Wikimedia Commons     | Zaniklý starý židovský hřbitov z roku 1866 se v Ústí nad Labem nacházel v místech dnešních Městských sadů. Pohřbívalo se zde do roku 1893, kdy vznikl nový hřbitov. V roce 1924 byly náhrobní kameny položeny a zavezeny zeminou. V roce 1995 prodala židovská obec pozemek městu a od roku 2005 se na místě někdejšího hřbitova nachází památník obětem holocaustu. |
| Nový židovský hřbitov v Ústí nad Labem          | Nový židovský hřbitov v Ústí nad Labem          | Ústí nad Labem                                        | Ústí nad Labem | židovský hřbitov | Kategorie „New Jewish cemetery in Ústí nad Labem“ na Wikimedia Commons     | Zaniklý nový židovský hřbitov z roku 1892 tvořil v Ústí nad Labem zvláštní oddělení komunálního hřbitova na Ovčím vrchu. Po druhé světové válce v důsledku nedostatku finančních prostředků židovské obce chátral a v roce 1953 byl zrušen. Dnes se na jeho místě nachází provozy Spolku pro chemickou a hutní výrobu. |
| Synagoga v Úštěku                               | Synagoga Úštěk                                  | Úštěk (50°35′2″ s. š., 14°20′19″ v. d.)               | Litoměřice     | synagoga         | Kategorie „Synagogue in Úštěk“ na Wikimedia Commons                        | Klasicistní synagoga z let 1791 až 1794 se v Úštěku nachází v ulici 1. máje čp. 95. Jde o kamennou hranolovou budovu, typově zcela ojedinělou. V roce 1851 byla budova přestavěna. Po druhé světové válce chátrala a v 70. letech měla být zbourána. V letech 1993 až 2003 byla rekonstruována a je sídlem regionálního židovského muzea. |
| Židovský hřbitov v Úštěku                       | ŽH Úštěk                                        | Úštěk (50°34′48″ s. š., 14°19′53″ v. d.)              | Litoměřice     | židovský hřbitov | Kategorie „Jewish cemetery in Úštěk“ na Wikimedia Commons                  | Židovský hřbitov z 15. století se v Úštěku nachází v lese napravo od Střelecké ulice vedoucí na jih směrem na Lhotu. Pohřbívalo se zde do roku 1938. Později byl poničen, chátral a v 80. letech byla navržena jeho likvidace. K té však nedošlo a od 90. let byl hřbitov rekonstruován. Dochovalo se na 221 náhrobních kamenů. Hřbitov je kulturní památkou a je volně přístupný.                                                                                                  |
| Synagoga v Žatci                                | Synagoga Žatec                                  | Žatec (50°19′48″ s. š., 13°32′46″ v. d.)              | Louny          | synagoga         | Kategorie „Synagogue in Žatec“ na Wikimedia Commons                        | Synagoga se v Žatci nachází v Dlouhé ulici čp. 2407 nedaleko Chelčického náměstí. Byla postavena v letech 1871 až 1872 v pseudomaurském slohu. Budova byla vypálena během Křišťálové noci a od té doby neslouží svému původnímu účelu. V roce 1997 začala rekonstrukce zchátralé stavby a od jejího dokončení je využívána k příležitostným kulturním akcím. Je druhou největší synagogou v Čechách a zároveň je kulturní památkou.                                                 |
| Židovský hřbitov v Žatci                        | Židovský hřbitov Žatec                          | Žatec (50°19′21″ s. š., 13°33′27″ v. d.)              | Louny          | židovský hřbitov |                                                                            | Židovský hřbitov z roku 1869 se nachází v jihovýchodní části Žatce a je součástí městského hřbitova v Pražské ulici. Byl poničen během druhé světové války a poválečném období. Do dnešní doby se tak dochovaly pouze 4 náhrobky. Součástí je obřadní síň, přestavěný dům hrobníka a symbolický památník obětem holocaustu. Hřbitov je přístupný po telefonické dohodě. |
| Židovský hřbitov Mělce u Loun                   | Židovský hřbitov Mělce                          | Louny (50°21′33″ s. š., 13°45′55″ v. d.)              | Louny          | židovský hřbitov |                                                                            | Židovský hřbitov Mělce u Loun se nachází na severním úpatí vrchu Mělce asi 3 km severozápadně od Loun. Místo je přístupné. Ke hřbitovu se lze dostat pěšinkou od památníku padlých partizánů po žluté turistické značce. |